# Херцег, Иштван
Иштван Херцег (венг. Herczeg István; 7 декабря 1887, Apátfalva, Чонград — 3 июля 1949, Szatymaz, Сегед) — венгерский гимнаст, серебряный призёр летних Олимпийских игр 1912 года.